# European Championships 2018/Teilnehmer (Österreich)
| Gelbes Symbol für Goldmedaillen mit stilisierten Olympischen Ringen | Graues Symbol für Silbermedaillen mit stilisierten Olympischen Ringen | Braundes Symbol für Bronzemedaillen mit stilisierten Olympischen Ringen |
| ------------------------------------------------------------------- | --------------------------------------------------------------------- | ----------------------------------------------------------------------- |
| —                                                                   | 1                                                                     | 3                                                                       |

Österreich nahm an den European Championships 2018 mit insgesamt 84 Athleten und Athletinnen teil.

## Medaillen

### Medaillenspiegel
| Rang   | Sportart        | Goldmedaille – Olympiasieger | Silbermedaille – 2. Platz | Bronzemedaille – 3. Platz | Gesamt |
| ------ | --------------- | ---------------------------- | ------------------------- | ------------------------- | ------ |
| 1      | Rudern          | —                            | 1                         | —                         | 1      |
| 2      | Leichtathletik  | —                            | —                         | 2                         | 2      |
| 3      | Radsport (Bahn) | —                            | —                         | 1                         | 1      |
| Gesamt | Gesamt          | 0                            | 1                         | 3                         | 4      |

### Medaillengewinner

#### Silber
| Name             | Sportart | Wettkampf |
| ---------------- | -------- | --------- |
| Magdalena Lobnig | Rudern   | Einer     |

#### Bronze
| Name                                               | Sportart        | Wettkampf     |
| -------------------------------------------------- | --------------- | ------------- |
| Stefan Matzner                                     | Radsport (Bahn) | Punktefahren  |
| Lukas Weißhaidinger                                | Leichtathletik  | Diskuswurf    |
| Peter Herzog Lemawork Ketema Christian Steinhammer | Leichtathletik  | Marathon-Team |

## Teilnehmer nach Sportarten

### Golf
| Athleten                     | Wettbewerb     | Gruppenphase                                   | Gruppenphase | Halbfinale    | Halbfinale    | Finale        | Finale        | Rang |
| Athleten                     | Wettbewerb     | Gegner                                         | Ergebnis     | Gegner        | Ergebnis      | Gegner        | Ergebnis      | Rang |
| ---------------------------- | -------------- | ---------------------------------------------- | ------------ | ------------- | ------------- | ------------- | ------------- | ---- |
| Frauen                       |                |                                                |              |               |               |               |               |      |
| Christine Wolf Sarah Schober | Teamwettbewerb | Noora Tamminen / Ursula Wikström               | 2&3          | ausgeschieden | ausgeschieden | ausgeschieden | ausgeschieden | 16   |
| Christine Wolf Sarah Schober | Teamwettbewerb | Michele Thomson / Meghan MacLaren              | 3&5          | ausgeschieden | ausgeschieden | ausgeschieden | ausgeschieden | 16   |
| Christine Wolf Sarah Schober | Teamwettbewerb | Ólafía Kristinsdóttir / Valdís Þóra Jónsdóttir | Halbiert     | ausgeschieden | ausgeschieden | ausgeschieden | ausgeschieden | 16   |

### Leichtathletik
Laufen und Gehen 
| Athleten                                           | Wettbewerb       | Vorlauf        | Vorlauf | Halbfinale    | Halbfinale    | Finale          | Finale        | Rang   |
| Athleten                                           | Wettbewerb       | Zeit           | Rang    | Zeit          | Rang          | Zeit            | Rang          | Rang   |
| -------------------------------------------------- | ---------------- | -------------- | ------- | ------------- | ------------- | --------------- | ------------- | ------ |
| Frauen                                             |                  |                |         |               |               |                 |               |        |
| Alexandra Toth                                     | 100 m            | 11,69 s        | 19      | ausgeschieden | ausgeschieden | ausgeschieden   | ausgeschieden | 19     |
| Stephanie Bendrat                                  | 100 m Hürden     | –              | –       | 13,43 s       | 23            | ausgeschieden   | ausgeschieden | 23     |
| Beate Schrott                                      | 100 m Hürden     | 13,06 s SB     | 4       | 13,23 s       | 21            | ausgeschieden   | ausgeschieden | 21     |
| Nada Ina Pauer                                     | 5000 m           | –              | –       | –             | –             | DSQ             | DSQ           | –      |
| Männer                                             |                  |                |         |               |               |                 |               |        |
| Markus Fuchs                                       | 100 m            | 10,57 s        | 34      | ausgeschieden | ausgeschieden | ausgeschieden   | ausgeschieden | 34     |
| Markus Fuchs                                       | 200 m            | 21,29 s        | 25      | ausgeschieden | ausgeschieden | ausgeschieden   | ausgeschieden | 25     |
| Andreas Vojta                                      | 5000 m           | –              | –       | –             | –             | 13:42,75 min SB | 19            | 19     |
| Luca Sinn                                          | 3000 m Hindernis | 8:44,80 min PB | 22      | –             | –             | ausgeschieden   | ausgeschieden | 22     |
| Peter Herzog                                       | Marathon         | –              | –       | –             | –             | 2:15:29 h PB    | 10            | 10     |
| Lemawork Ketema                                    | Marathon         | –              | –       | –             | –             | 2:13:22 h PB    | 8             | 8      |
| Valentin Pfeil                                     | Marathon         | –              | –       | –             | –             | DNF             | DNF           | –      |
| Christian Steinhammer                              | Marathon         | –              | –       | –             | –             | 2:20:40 h       | 41            | 41     |
| Peter Herzog Lemawork Ketema Christian Steinhammer | Marathon-Team    | –              | –       | –             | –             | 6:49:29 h       | 3             | Bronze |

 Springen und Werfen 
| Athleten            | Wettbewerb | Qualifikation | Qualifikation | Finale     | Finale | Rang   |
| Athleten            | Wettbewerb | Weite/Höhe    | Rang          | Weite/Höhe | Rang   | Rang   |
| ------------------- | ---------- | ------------- | ------------- | ---------- | ------ | ------ |
| Männer              |            |               |               |            |        |        |
| Lukas Weißhaidinger | Diskuswurf | 62,26 m       | 11            | 65,14 m    | 3      | Bronze |

 Mehrkampf 
| Athletinnen        | 100 m Hürden | 100 m Hürden | Hochsprung | Hochsprung | Kugelstoßen | Kugelstoßen | 200 m      | 200 m  | Weitsprung | Weitsprung | Speerwurf  | Speerwurf | 800 m          | 800 m  | Punkte | Rang |
| Athletinnen        | Zeit         | Punkte       | Höhe       | Punkte     | Weite       | Punkte      | Zeit       | Punkte | Weite      | Punkte     | Weite      | Punkte    | Zeit           | Punkte | Punkte | Rang |
| ------------------ | ------------ | ------------ | ---------- | ---------- | ----------- | ----------- | ---------- | ------ | ---------- | ---------- | ---------- | --------- | -------------- | ------ | ------ | ---- |
| Siebenkampf Frauen |              |              |            |            |             |             |            |        |            |            |            |           |                |        |        |      |
| Ivona Dadic        | 13,66 s      | 1027         | 1,82 m SB  | 1003       | 14,06 m     | 798         | 23,61 s PB | 1018   | 6,35 m SB  | 959        | 47,42 m    | 810       | 2:11,87 min SB | 937    | 6552   | 4    |
| Sarah Lagger       | 14,46 s      | 914          | 1,76 m     | 928        | 13,54 m     | 763         | 25,16 s    | 872    | 6,14 m     | 893        | 45,30 m    | 769       | 2:13,14 min    | 919    | 6058   | 13   |
| Verena Preiner     | 13,58 s      | 1039         | 1,73 m SB  | 891        | 13,76 m     | 778         | 24,12 s    | 969    | 6,09 m PB  | 877        | 48,79 m SB | 837       | 2:11,29 min    | 946    | 6337   | 8    |

| Athleten             | 100 m   | 100 m | Weitsprung | Weitsprung | Kugelstoßen | Kugelstoßen | Hochsprung | Hochsprung | 400 m   | 400 m | 110 m Hürden | 110 m Hürden | Diskuswurf | Diskuswurf | Stabhochsprung | Stabhochsprung | Speerwurf  | Speerwurf | 1500 m | 1500 m | Punkte | Rang |
| Athleten             | Zeit    | Pkte. | Weite      | Pkte.      | Weite       | Pkte.       | Höhe       | Pkte.      | Zeit    | Pkte. | Zeit         | Pkte.        | Weite      | Pkte.      | Höhe           | Pkte.          | Weite      | Pkte.     | Zeit   | Pkte.  | Punkte | Rang |
| -------------------- | ------- | ----- | ---------- | ---------- | ----------- | ----------- | ---------- | ---------- | ------- | ----- | ------------ | ------------ | ---------- | ---------- | -------------- | -------------- | ---------- | --------- | ------ | ------ | ------ | ---- |
| Zehnkampf Männer     |         |       |            |            |             |             |            |            |         |       |              |              |            |            |                |                |            |           |        |        |        |      |
| Dominik Distelberger | 11,00 s | 861   | 7,16 m     | 852        | 12,60 m     | 643         | 1,90 m     | 714        | 48,89 s | 866   | 14,61 s SB   | 897          | 43,66 m SB | 739        | 4,60 m         | 790            | 54,43 m SB | 654       | DNS    | DNS    | DNF    | DNF  |

### Radsport

#### Bahn
Scratch und Ausscheidungsrennen
| Athleten         | Wettbewerb          | Rang |
| ---------------- | ------------------- | ---- |
| Frauen           |                     |      |
| Verena Eberhardt | Scratch             | 12   |
| Männer           |                     |      |
| Stefan Matzner   | Ausscheidungsrennen | 15   |
| Andreas Graf     | Scratch             | 13   |

Mehrkampf
| Athleten         | 250 m fliegend | 250 m fliegend | Punkte- fahren | Punkte- fahren | Ausscheidungsfahren | Ausscheidungsfahren | Scratch | Scratch | Punkte | Rang |
| Athleten         | Punkte         | Rang           | Punkte         | Rang           | Punkte              | Rang                | Punkte  | Rang    | Punkte | Rang |
| ---------------- | -------------- | -------------- | -------------- | -------------- | ------------------- | ------------------- | ------- | ------- | ------ | ---- |
| Omnium Frauen    |                |                |                |                |                     |                     |         |         |        |      |
| Verena Eberhardt | 12             | 15             | 20             | 7              | 10                  | 15                  | 10      | 16      | 54     | 14   |
| Omnium Männer    |                |                |                |                |                     |                     |         |         |        |      |
| Stefan Matzner   | 6              | 18             | 0              | 12             | 14                  | 14                  | 16      | 13      | 36     | 15   |

Punkterennen und Zweier-Mannschaftsfahren
| Athleten                    | Wettbewerb               | Qualifikation | Qualifikation | Finale | Finale | Rang   |
| Athleten                    | Wettbewerb               | Punkte        | Rang          | Punkte | Rang   | Rang   |
| --------------------------- | ------------------------ | ------------- | ------------- | ------ | ------ | ------ |
| Frauen                      |                          |               |               |        |        |        |
| Verena Eberhardt            | Punkterennen             | –             | –             | 20     | 9      | 9      |
| Männer                      |                          |               |               |        |        |        |
| Stefan Matzner              | Punkterennen             | –             | –             | 71     | 3      | Bronze |
| Andreas Graf Andreas Müller | Zweier-Mannschaftsfahren | 1             | 8             | 5      | 8      | 8      |

#### Straße
| Athleten              | Wettbewerb    | Zeit         | Rang |
| --------------------- | ------------- | ------------ | ---- |
| Frauen                |               |              |      |
| Sarah Rijkes          | Straßenrennen | 3:34:05 h    | 63   |
| Martina Ritter        | Straßenrennen | 3:32:02 h    | 52   |
| Martina Ritter        | Zeitfahren    | 44:23 min    | 11   |
| Kathrin Schweinberger | Straßenrennen | DNF          | DNF  |
| Männer                |               |              |      |
| Matthias Brändle      | Zeitfahren    | 57:30,96 min | 23   |
| Matthias Krizek       | Straßenrennen | 5:52:34 h    | 28   |
| Stephan Rabitsch      | Straßenrennen | 5:54:14 h    | 44   |

### Rudern
| Athleten                                                                       | Wettbewerb                  | Vorlauf     | Vorlauf | Hoffnungslauf | Hoffnungslauf | Halbfinale  | Halbfinale | Finale               | Finale | Rang   |
| Athleten                                                                       | Wettbewerb                  | Zeit        | Rang    | Zeit          | Rang          | Zeit        | Rang       | Zeit                 | Rang   | Rang   |
| ------------------------------------------------------------------------------ | --------------------------- | ----------- | ------- | ------------- | ------------- | ----------- | ---------- | -------------------- | ------ | ------ |
| Frauen                                                                         |                             |             |         |               |               |             |            |                      |        |        |
| Magdalena Lobnig                                                               | Einer                       | 7:36,26 min | 1       | –             | –             | –           | –          | 7:32,62 min          | 2      | Silber |
| Anja Manoutschehri                                                             | Leichtgewichts-Einer        | 8:09,50 min | 4       | 7:52,48 min   | 3             | –           | –          | B-Finale 7:49,34 min | 1      | 7      |
| Louisa Altenhuber Laura Arndorfer                                              | Leichtgewichts-Doppelzweier | 7:27,25 min | 5       | 7:16,92 min   | 4             | –           | –          | B-Finale 7:15,63 min | 3      | 9      |
| Männer                                                                         |                             |             |         |               |               |             |            |                      |        |        |
| Ferdinand Querfeld Rudolph Querfeld                                            | Zweier ohne Steuermann      | 7:11,53 min | 5       | 6:38,80 min   | 4             | –           | –          | C-Finale 6:39,71 min | 2      | 14     |
| Gabriel Hohensasser Maximilian Kohlmayr Christoph Seifriedsberger Florian Walk | Vierer ohne Steuermann      | 6:08,74 min | 5       | 6:02,32 min   | 3             | –           | –          | B-Finale 6:07,66 min | 2      | 8      |
| Julian Schöberl Paul Sieber                                                    | Leichtgewichts-Doppelzweier | 6:37,57 min | 4       | 6:26,36 min   | 2             | 6:32,53 min | 5          | B-Finale 6:29,79 min | 5      | 11     |

### Schwimmen
| Athleten                                                                          | Wettbewerb                 | Vorlauf      | Vorlauf | Halbfinale    | Halbfinale    | Finale        | Finale        | Rang |
| Athleten                                                                          | Wettbewerb                 | Zeit         | Rang    | Zeit          | Rang          | Zeit          | Rang          | Rang |
| --------------------------------------------------------------------------------- | -------------------------- | ------------ | ------- | ------------- | ------------- | ------------- | ------------- | ---- |
| Frauen                                                                            |                            |              |         |               |               |               |               |      |
| Marlene Kahler                                                                    | 200 m Freistil             | 2:02,02 min  | 31      | ausgeschieden | ausgeschieden | ausgeschieden | ausgeschieden | 31   |
| Marlene Kahler                                                                    | 400 m Freistil             | 4:23,70 min  | 24      | –             | –             | ausgeschieden | ausgeschieden | 24   |
| Marlene Kahler                                                                    | 800 m Freistil             | 8:46,82 min  | 13      | –             | –             | ausgeschieden | ausgeschieden | 13   |
| Marlene Kahler                                                                    | 1500 m Freistil            | 16:49,10 min | 11      | –             | –             | ausgeschieden | ausgeschieden | 11   |
| Lena Kreundl                                                                      | 50 m Freistil              | 25,82 s      | 29      | ausgeschieden | ausgeschieden | ausgeschieden | ausgeschieden | 29   |
| Lena Kreundl                                                                      | 200 m Freistil             | 2:02,10 min  | 32      | ausgeschieden | ausgeschieden | ausgeschieden | ausgeschieden | 32   |
| Lena Opatril                                                                      | 200 m Freistil             | 2:03,72 min  | 47      | ausgeschieden | ausgeschieden | ausgeschieden | ausgeschieden | 47   |
| Cornelia Pammer                                                                   | 50 m Freistil              | 26,77 s      | 45      | ausgeschieden | ausgeschieden | ausgeschieden | ausgeschieden | 45   |
| Cornelia Pammer                                                                   | 50 m Brust                 | 32,48 s      | 31      | ausgeschieden | ausgeschieden | ausgeschieden | ausgeschieden | 31   |
| Cornelia Pammer                                                                   | 100 m Brust                | 1:10,35 min  | 36      | ausgeschieden | ausgeschieden | ausgeschieden | ausgeschieden | 36   |
| Cornelia Pammer                                                                   | 200 m Lagen                | DNS          | DNS     | ausgeschieden | ausgeschieden | ausgeschieden | ausgeschieden | –    |
| Elena Guttmann                                                                    | 50 m Brust                 | 32,11 s      | 25      | ausgeschieden | ausgeschieden | ausgeschieden | ausgeschieden | 25   |
| Elena Guttmann                                                                    | 100 m Brust                | 1:11,53 min  | 43      | ausgeschieden | ausgeschieden | ausgeschieden | ausgeschieden | 43   |
| Elena Guttmann                                                                    | 200 m Brust                | 2:36,96 min  | 32      | ausgeschieden | ausgeschieden | ausgeschieden | ausgeschieden | 32   |
| Lena Grabowski                                                                    | 50 m Rücken                | 30,03 s      | 42      | ausgeschieden | ausgeschieden | ausgeschieden | ausgeschieden | 42   |
| Lena Grabowski                                                                    | 100 m Rücken               | 1:03,36 min  | 36      | ausgeschieden | ausgeschieden | ausgeschieden | ausgeschieden | 36   |
| Lena Grabowski                                                                    | 200 m Rücken               | 2:15,30 min  | 16      | 2:15,08 min   | 15            | ausgeschieden | ausgeschieden | 15   |
| Caroline Pilhatsch                                                                | 50 m Rücken                | DSQ          | DSQ     | ausgeschieden | ausgeschieden | ausgeschieden | ausgeschieden | –    |
| Caroline Pilhatsch                                                                | 100 m Rücken               | 1:01,73 min  | 23      | ausgeschieden | ausgeschieden | ausgeschieden | ausgeschieden | 23   |
| Caroline Pilhatsch                                                                | 50 m Schmetterling         | 27,72 s      | 30      | ausgeschieden | ausgeschieden | ausgeschieden | ausgeschieden | 30   |
| Claudia Hufnagl                                                                   | 50 m Schmetterling         | 28,79 s      | 40      | ausgeschieden | ausgeschieden | ausgeschieden | ausgeschieden | 40   |
| Claudia Hufnagl                                                                   | 100 m Schmetterling        | 1:02,36 min  | 32      | ausgeschieden | ausgeschieden | ausgeschieden | ausgeschieden | 32   |
| Claudia Hufnagl                                                                   | 200 m Schmetterling        | DNS          | DNS     | ausgeschieden | ausgeschieden | ausgeschieden | ausgeschieden | –    |
| Marlene Kahler Lena Kreundl Lena Opatril Cornelia Pammer                          | 4 × 200-m-Freistil-Staffel | 8:10,94 min  | 10      | –             | –             | ausgeschieden | ausgeschieden | 10   |
| Elena Guttmann Lena Kreundl Cornelia Pammer Caroline Pilhatsch                    | 4 × 100-m-Lagen-Staffel    | 4:13,88 min  | 15      | –             | –             | ausgeschieden | ausgeschieden | 15   |
| Männer                                                                            |                            |              |         |               |               |               |               |      |
| Bernhard Reitshammer                                                              | 50 m Freistil              | 22,97 s      | 34      | ausgeschieden | ausgeschieden | ausgeschieden | ausgeschieden | 34   |
| Bernhard Reitshammer                                                              | 100 m Freistil             | 49,94 s      | 31      | ausgeschieden | ausgeschieden | ausgeschieden | ausgeschieden | 31   |
| Bernhard Reitshammer                                                              | 50 m Brust                 | 22,97 s      | 34      | ausgeschieden | ausgeschieden | ausgeschieden | ausgeschieden | 34   |
| Bernhard Reitshammer                                                              | 50 m Rücken                | 25,78 s      | 29      | ausgeschieden | ausgeschieden | ausgeschieden | ausgeschieden | 29   |
| Bernhard Reitshammer                                                              | 100 m Rücken               | 55,06 s      | 21      | ausgeschieden | ausgeschieden | ausgeschieden | ausgeschieden | 21   |
| Alexander Trampitsch                                                              | 50 m Freistil              | 23,19 s      | 45      | ausgeschieden | ausgeschieden | ausgeschieden | ausgeschieden | 45   |
| Alexander Trampitsch                                                              | 100 m Freistil             | 50,06 s      | 40      | ausgeschieden | ausgeschieden | ausgeschieden | ausgeschieden | 40   |
| Alexander Trampitsch                                                              | 200 m Freistil             | 1:50,06 min  | 34      | ausgeschieden | ausgeschieden | ausgeschieden | ausgeschieden | 34   |
| Felix Auböck                                                                      | 200 m Freistil             | 1:48,37 min  | 9       | 1:47,81 min   | 11            | ausgeschieden | ausgeschieden | 11   |
| Felix Auböck                                                                      | 400 m Freistil             | 3:48,01 min  | 4       | –             | –             | 3:47,24 min   | 4             | 4    |
| Felix Auböck                                                                      | 800 m Freistil             | 7:55,56 min  | 12      | –             | –             | ausgeschieden | ausgeschieden | 12   |
| Valentin Bayer                                                                    | 50 m Brust                 | 28,33 s      | 31      | ausgeschieden | ausgeschieden | ausgeschieden | ausgeschieden | 31   |
| Valentin Bayer                                                                    | 100 m Brust                | 1:01,24 min  | 24      | ausgeschieden | ausgeschieden | ausgeschieden | ausgeschieden | 24   |
| Valentin Bayer                                                                    | 200 m Brust                | 2:11,73 min  | 13      | 2:12,33 min   | 14            | ausgeschieden | ausgeschieden | 14   |
| Christopher Rothbauer                                                             | 50 m Brust                 | 28,09 s      | 27      | ausgeschieden | ausgeschieden | ausgeschieden | ausgeschieden | 27   |
| Christopher Rothbauer                                                             | 100 m Brust                | 1:01,23 min  | 23      | ausgeschieden | ausgeschieden | ausgeschieden | ausgeschieden | 23   |
| Christopher Rothbauer                                                             | 200 m Brust                | 2:12,61 min  | 17      | 2:12,44 min   | 15            | ausgeschieden | ausgeschieden | 15   |
| Johannes Dietrich                                                                 | 50 m Brust                 | 29,49 s      | 48      | ausgeschieden | ausgeschieden | ausgeschieden | ausgeschieden | 48   |
| Johannes Dietrich                                                                 | 100 m Brust                | 1:01,80 min  | 33      | ausgeschieden | ausgeschieden | ausgeschieden | ausgeschieden | 33   |
| Johannes Dietrich                                                                 | 200 m Brust                | 2:14,30 min  | 28      | ausgeschieden | ausgeschieden | ausgeschieden | ausgeschieden | 28   |
| Staber Patrick                                                                    | 200 m Rücken               | 2:05,51 min  | 35      | ausgeschieden | ausgeschieden | ausgeschieden | ausgeschieden | 35   |
| Staber Patrick                                                                    | 200 m Schmetterling        | 1:58,96 min  | 16      | 1:59,36 min   | 16            | ausgeschieden | ausgeschieden | 16   |
| Staber Patrick                                                                    | 400 m Lagen                | 4:22,48 min  | 21      | –             | –             | ausgeschieden | ausgeschieden | 21   |
| Simon Bucher                                                                      | 50 m Schmetterling         | 24,59 s      | 49      | ausgeschieden | ausgeschieden | ausgeschieden | ausgeschieden | 49   |
| Simon Bucher                                                                      | 100 m Schmetterling        | 55,42 min    | 54      | ausgeschieden | ausgeschieden | ausgeschieden | ausgeschieden | 54   |
| Paul Espernberger                                                                 | 50 m Schmetterling         | 25,26 s      | 60      | ausgeschieden | ausgeschieden | ausgeschieden | ausgeschieden | 60   |
| Paul Espernberger                                                                 | 100 m Schmetterling        | 55,37 min    | 52      | ausgeschieden | ausgeschieden | ausgeschieden | ausgeschieden | 52   |
| Paul Espernberger                                                                 | 200 m Schmetterling        | 2:03,12 min  | 29      | ausgeschieden | ausgeschieden | ausgeschieden | ausgeschieden | 29   |
| Xaver Gschwentner                                                                 | 50 m Schmetterling         | 25,42 s      | 62      | ausgeschieden | ausgeschieden | ausgeschieden | ausgeschieden | 62   |
| Xaver Gschwentner                                                                 | 100 m Schmetterling        | 54,95 min    | 49      | ausgeschieden | ausgeschieden | ausgeschieden | ausgeschieden | 49   |
| Xaver Gschwentner                                                                 | 200 m Schmetterling        | 1:59,36 min  | 19      | ausgeschieden | ausgeschieden | ausgeschieden | ausgeschieden | 19   |
| David Brandl                                                                      | 5 km Freiwasser            | –            | –       | –             | –             | 53:22,5 min   | 19            | 19   |
| David Brandl                                                                      | 10 km Freiwasser           | –            | –       | –             | –             | 1:50:59,6 h   | 23            | 23   |
| Heiko Gigler Robin Grünberger Bernhard Reitshammer Alexander Trampitsch           | 4 × 100-m-Freistil-Staffel | 3:18,91 min  | 15      | –             | –             | ausgeschieden | ausgeschieden | 15   |
| Xaver Gschwentner Bernhard Reitshammer Christopher Rothbauer Alexander Trampitsch | 4 × 100-m-Lagen-Staffel    | 3:40,19 min  | 14      | –             | –             | ausgeschieden | ausgeschieden | 14   |
| Mixed                                                                             |                            |              |         |               |               |               |               |      |
| Lena Kreundl Cornelia Pammer Bernhard Reitshammer Alexander Trampitsch            | 4 × 100-m-Freistil-Staffel | 3:31,93 min  | 11      | –             | –             | ausgeschieden | ausgeschieden | 11   |
| Claudia Hufnagl Lena Kreundl Bernhard Reitshammer Christopher Rothbauer           | 4 × 100-m-Lagen-Staffel    | 3:55,00 min  | 14      | –             | –             | ausgeschieden | ausgeschieden | 14   |

### Synchronschwimmen
| Athleten | Wettbewerb                | Qualifikation | Qualifikation | Finale  | Finale | Rang |
| Athleten | Wettbewerb                | Punkte        | Rang          | Punkte  | Rang   | Rang |
| --- | ------------------------- | ------------- | ------------- | ------- | ------ | ---- |
| Frauen |                           |               |               |         |        |      |
| Vasiliki Pagon Alexandri | Einzel Technische Kür     | –             | –             | 85,6352 | 6      | 6    |
| Vasiliki Pagon Alexandri | Einzel Freie Kür          | 85,8667       | 7             | 86,0333 | 7      | 7    |
| Anna-Maria Alexandri Eirini-Marina Alexandri Vasiliki Pagon Alexandri                                                                                              | Duett Technische Kür      | –             | –             | 86,2548 | 5      | 5    |
| Anna-Maria Alexandri Eirini-Marina Alexandri Vasiliki Pagon Alexandri                                                                                              | Duett Freie Kür           | 86,5667       | 7             | 87,1667 | 7      | 7    |
| Vasiliki Pagon Alexandri Hanna Kinga Békési Raffaela Breit Verena Breit Marlene Gerhalter Vassilissa Neussl Luna Pajer Alexa Pinter Yvette Pinter Sahra Vakil Adli | Mannschaft Technische Kür | –             | –             | 77,2775 | 10     | 10   |
| Vasiliki Pagon Alexandri Hanna Kinga Békési Raffaela Breit Verena Breit Marlene Gerhalter Vassilissa Neussl Luna Pajer Alexa Pinter Yvette Pinter Sahra Vakil Adli | Mannschaft Freie Kür      | –             | –             | 78,5667 | 11     | 11   |
| Vasiliki Pagon Alexandri Hanna Kinga Békési Raffaela Breit Verena Breit Marlene Gerhalter Vassilissa Neussl Luna Pajer Alexa Pinter Yvette Pinter Sahra Vakil Adli | Mannschaft Kombination    | –             | –             | 80,0000 | 9      | 9    |

### Triathlon
| Athleten                                                   | Wettbewerb | Schwimmen  | Wechsel    | Radfahren | Wechsel    | Laufen     | Gesamtzeit (h) | Rang |
| Athleten                                                   | Wettbewerb | Zeit (min) | Zeit (min) | Zeit (h)  | Zeit (min) | Zeit (min) | Gesamtzeit (h) | Rang |
| ---------------------------------------------------------- | ---------- | ---------- | ---------- | --------- | ---------- | ---------- | -------------- | ---- |
| Frauen                                                     |            |            |            |           |            |            |                |      |
| Therese Feuersinger                                        | Einzel     | 18:51      | 1:07       | 1:05:41   | 0:30       | 40:37      | 2:06:46        | 23   |
| Julia Hauser                                               | Einzel     | 19:13      | 1:00       | 1:05:30   | 0:26       | 36:28      | 2:02:37        | 7    |
| Männer                                                     |            |            |            |           |            |            |                |      |
| Lukas Hollaus                                              | Einzel     | 17:58      | 0:58       | 19:32     | DNF        | DNF        | DNF            | –    |
| Lukas Pertl                                                | Einzel     | 18:08      | 0:55       | 58:41     | 0:24       | 34:01      | 1:52:09        | 33   |
| Mixed                                                      |            |            |            |           |            |            |                |      |
| Julia Hauser Lukas Hollaus Therese Feuersinger Lukas Pertl | Staffel    | –          | –          | –         | –          | –          | 1:17:26        | 11   |

### Turnen
| Athleten                                                                            | Wettbewerb           | Qualifikation | Qualifikation | Finale        | Finale        | Rang |
| Athleten                                                                            | Wettbewerb           | Punkte        | Rang          | Punkte        | Rang          | Rang |
| ----------------------------------------------------------------------------------- | -------------------- | ------------- | ------------- | ------------- | ------------- | ---- |
| Frauen                                                                              |                      |               |               |               |               |      |
| Bianca Frysak Elisa Hämmerle Jasmin Mader Marlies Männersdorfer Alissa Mörz         | Mehrkampf Mannschaft | 130,097       | 23            | ausgeschieden | ausgeschieden | 23   |
| Männer                                                                              |                      |               |               |               |               |      |
| Vinzenz Höck Daniel Kopeinik Severin Kranzlmüller Johannes Mairoser Matthias Schwab | Mehrkampf Mannschaft | 227,863       | 22            | ausgeschieden | ausgeschieden | 22   |

### Wasserspringen
| Athleten                            | Wettbewerb           | Qualifikation | Qualifikation | Finale        | Finale        | Rang |
| Athleten                            | Wettbewerb           | Punkte        | Rang          | Punkte        | Rang          | Rang |
| ----------------------------------- | -------------------- | ------------- | ------------- | ------------- | ------------- | ---- |
| Frauen                              |                      |               |               |               |               |      |
| Selina Staudenherz                  | 3 m Brett            | 213,25        | 17            | ausgeschieden | ausgeschieden | 17   |
| Männer                              |                      |               |               |               |               |      |
| Nikolaj Schaller                    | 1 m Brett            | 222,30        | 27            | ausgeschieden | ausgeschieden | 27   |
| Nikolaj Schaller                    | 3 m Brett            | 266,05        | 25            | ausgeschieden | ausgeschieden | 25   |
| Mixed                               |                      |               |               |               |               |      |
| Nikolaj Schaller Selina Staudenherz | 3 m Synchronspringen | –             | –             | 207,84        | 10            | 10   |

## Weblink
- offizielle European Championship Website